# ミグリトール
ミグリトール（Miglitol）は、複雑な炭水化物をグルコースに分解するのを阻害する経口血糖降下薬である。2型糖尿病の患者で、炭水化物の消化を妨げることによる血糖コントロールのために用いられる。
ミグリトールや構造的に類似したイミノ糖は、α-グルコシダーゼと呼ばれるグリコシダーゼを阻害する。ミグリトールは、炭水化物の消化を阻害して作用するため、食後高血糖症の程度を下げる。主食開始時に摂取することで、最大の効果を発揮する。効果は、食物中に含まれる非単糖炭水化物の量に依存する。

## 効能・効果
- 2型糖尿病の食後過血糖の改善

## 副作用
重大な副作用として添付文書に記載されているものは、低血糖（0.1〜5%）、腸閉塞、肝機能障害、黄疸である。5%以上の患者に腹部膨満、鼓腸、下痢が発生する。

## 薬物動態学
アカルボースやボグリボースが体内にほとんど吸収されない一方で、ミグリトールは全身で吸収されるが代謝されずに腎臓で排出される。